# يضحك تحت الغيوم
الضحك تحت الغيوم (باليابانية:  曇天に笑う، بالروماجي: Donten ni Warau)، تُنطق دونتين ني واراو هي سلسلة مانغا يابانية من تأليف ورسم كاراكارا كيموري، نشرت من قبلماغ غاردين في مجلة كوميك أفاروس الشهرية [الإنجليزية]. منذ 15 مارس عام 2011 حتى27 يوليو عام 2014، تم تجمع فصول المانغا في 6 مجلدات تانكوبون. أنتجت المانغا إلى مسلسل أنمي تلفزيوني من قبل استوديو دوغا كوبو. عرض الأنمي غي 4 أكتوبر عام 2014 واستمر عرضه حتى 20 ديسمبر عام 2014، وتكون من 12 حلقة. تقع احداث الانمي في الفترة التاريخية هي الفترة الأولى من تاريخ اليابان المعاصر (1868-1912 م). أطلق عليها اسم مييجي (明治) والذي يعني الحكومة المستنيرة والمفتحة على الغرب. وابتدأت الأحداث في السنة الحادية عشر... تم إصدار قانون جديد من طرف الحكومة المستنيرة تمنع فيه استخدام السيوف لغير المخولين الذي جعل من مقاتلي الساموراي من الماضي لذلك ما كان من الساموراي سوى دخول عالم الجريمة من بابها الواسع والانقلاب ضد سياسة الحكومة الجديدة، قام مركز الزهرة بدبلجة الأنمي للّغة العربية وعرض حصرياً على تطبيق سبيستون غو

## القصة
المانجا تحكي عن حياة عائلة كومو المكونة من ثلاثة اخوة هم الأخ الأكبر تينكا والاخ الثاني سورمارو ثم الأخ الأصغر شوتارو يعملون على نقل المجرمين إلى السجن لقضاء عقوبة ابدية فيه وعقب الإقرار بنظام اليابان الجديد الذي منع حمل استخدام السيوف واختفاء الساموراي كانت تتوقع الحكومة الجديدة ان تقل الجرائم لكن العكس قد حصل، فقد ازداد معدل الجريمة في اليابان وثار الساموراي ضد القرار المجحف في حقهم، وبهذا تم بناء سجن «غوكومونجو» في اعلى قمة شجره عملاقه وسط بحيره نوكا، وظل ذلك السجن معزول ولا يستطيع الوصول إليه أي شخص غير دون استخدام العبارة التي تخص عائلة كوما

## الشخصيات

### الشخصيات الرئيسية
تينكا كومو (باليابانية: 曇 天火، بالروماجي: Kumō Tenka)
أداء صوتي: يويتشي ناكامورا
هو الأخ الأكبر وهو السيد الرابع عشر لأسرة كوما يعد من اصلب مقاتلي الساموراي يخاف على أن يفقد عائلته دائما أو تعرضهم إلى أي خطر ممكن.
سورامارو كومو (باليابانية: 曇 空丸، بالروماجي: Kumō Soramaru)
أداء صوتي: يوكي كاجي
هو الأخ الثاني يحبّ أن يصبح الأقوى بين إخوته بدافع حمايتهم قد يكون مغرور إلى حد ما لكن كل هذا من أجل أن يعتمد عليه أخوه الأكبر تينكا.
تشوتارو كومو (باليابانية: 曇 宙太郎، بالروماجي: Kumō Chūtarō)
أداء صوتي: تسوباسا يوناغا
هو الأخ الأصغر بين اخوته يعمل جاهدًا للمساعدة اخوته على نقل المجرمين إلى السجن.
كينجو شيراسو (باليابانية: 金城 白子، بالروماجي: Kinjō Shirasu)
أداء صوتي: تاكاهيرو ساكوراي
هو الفرد الوحيد الذي بقي بعد مقتل عائلته، من سلالة عائلة نينجا مشهورة تم إنقاذه من قبل الإخوان الثلاثة، فأصبح يعمل خادم لهم.
بونتا (باليابانية: 牡丹، بالروماجي: Botan)
أداء صوتي: رينا ساتو
آبي نو هيراري (باليابانية: 安部 比良裏، بالروماجي: Abe no Hirari)
أداء صوتي: كينيتشي سوزومورا
نيشيكي (باليابانية: 錦، بالروماجي: Nishiki)
أداء صوتي: ماميكو نوتو

### يامينو (فرقة إبادة أوروتشي)
آبي نو سوسي (باليابانية: 安倍 蒼世، بالروماجي: Abe no Sōsei)
أداء صوتي: كوسكي توريومي
كيكو ساساكي (باليابانية: 佐々木 妃子، بالروماجي: Sasaki Kiiko)
أداء صوتي: ساياكا أوهارا
سيتشيرو تاكاميني(باليابانية: 鷹峯 誠一郎، بالروماجي: Takamine Seiichirō)
أداء صوتي: هيروكي ياسوموتو
موتسوكي آشيا (باليابانية: 芦屋 睦月، بالروماجي: Ashiya Mutsuki)
أداء صوتي: يوكي فوجيوارا
زينزو إينوكاي (باليابانية: 犬飼 善蔵، بالروماجي: Inukai Zenzō)
أداء صوتي: تاكاهيرو فوجيوارا
شي تشيان لانغ (باليابانية: 屍 千狼، بالروماجي: Shī Chenran)
أداء صوتي: هيروشي إيواساكي
راكوتشو تاكيدا (باليابانية: 武田 楽鳥، بالروماجي: Takeda Rakuchō)
أداء صوتي: هيرو شيمونو

### شخصيات أخرى
ناوتو كاغامي (باليابانية: 嘉神 直人، بالروماجي: Kagami Naoto)
أداء صوتي: شينيتشيرو ميكي
كاتارو فوما (باليابانية: 風魔 小太郎، بالروماجي: Fūma Kotarō)
أداء صوتي: كوجي يوسا
تايكو كومو (باليابانية: 曇 大湖، بالروماجي: Kumō Taiko)
أداء صوتي: كيجي فوجيوارا
كاغيميتسو كومو (باليابانية: 曇 景光، بالروماجي: Kumō Kagemitsu)
أداء صوتي: دايسكي كيشيو
هيديو كيتامورا (باليابانية: 北村 秀夫، بالروماجي: Kitamura Hideo)
أداء صوتي: توموتاكا هاتشيسوكا
ياسو تسوتشيا (باليابانية: 土屋 ヤス، بالروماجي: Tsuchiya Yasu)
أداء صوتي: إيسامو يوسين

## روابط خارجية
- يضحك تحت الغيوم على موقع IMDb (الإنجليزية)
- يضحك تحت الغيوم على موقع قاعدة بيانات الفيلم (الإنجليزية)
- يضحك تحت الغيوم على موقع ليتربوكسد (الإنجليزية)
- يضحك تحت الغيوم على موقع كينوبويسك (الروسية)
- يضحك تحت الغيوم على موقع ANN manga (الإنجليزية)